# 蘭德克縣
蘭德克縣（德語：Bezirk Landeck）是奧地利蒂羅爾州的一個縣，位於該州的西南部，西南鄰瑞士，東南鄰義大利博尔扎诺-上阿迪杰自治省。面積1,594.81平方公里。2001年人口42,799人。縣治蘭德克。
下分30個市镇，其中1个城市，29个普通市镇。